# 린다우 인젤역
린다우 인젤역(독일어: Bahnhof Lindau-Insel, ‘린다우섬’)은 린다우에서 가장 큰 역으로, 린다우 로이틴역의 여객 철도 영업이 재개될 때까지 가장 중요한 역이기도 했다. 1936년 5월 15일까지 린다우 슈타트(Lindau Stadt)역이었고, 2020년 12월 12일까지는 린다우 중앙역(Lindau Hauptbahnhof)이라는 이름을 사용했었다.

## 위치
린다우 인젤역은 철도 종점이며, 린다우 항구 바로 인근의 린다우섬에 자리잡고 있다. 건축유산으로 지정된 현재의 역 건물은 1913년과 1921년 사이에 아르누보 양식으로 지어졌다.
린다우어 보덴제담(Lindauer Bodenseedamm) 제방 위에 설치되어 있는 4선 철도로 육지와 연결되어 있다. 제방에서 약 500 m 동쪽으로 떨어진 란트토어교(Landtorbrücke) 도로 교량은 클라이너제와 보덴호의 경계를 구성한다. 철도 시설은 린다우섬을 양분한다. 선로 위쪽으로는 1880년에 아우크스부르크의 루트비히 아우구스트 리딩거(Ludwig August Riedinger)가 건설한 철제 교량을 통해서 보행자 통로, 1901년에 건설된 티어시교(Thierschbrücke) 과선교를 통해서 도로가 연결된다. 보행자 통로는 2021년에 철거되었고, 과선교는 2017년부터 2019년까지 개축되었다.
역 건물 서쪽에는 소규모 조차장과 과거에는 철도 기지가 설치되어 있었다. 철도 기지의 규모는 계속 축소되었고, 린다우 로이틴역이 영업을 시작한 후 2021년에 철거되었다. 항만과 철도로의 화물 환적장(Eilguthalle)은 수십년간 미사용 상태로 방치되었다가 보덴제 수운회사(Bodensee-Schiffsbetriebe)가 입주했고, 복원 이후 2017년부터 레스토랑과 클래식 카 전시장이 들어섰다.
1924년에 전기기계식 신호소가 2곳 설치되었고 2020년 3월까지 사용되었다. 신호소 철거 이후에는 린다우의 전체 역이 이멘슈타트에서 제어를 받는다.

## 역사
초기에 사용된 기관차는 이탄을 연료로 사용했고 이에 따른 급탄시설이 설치되었다. 1853년/1854년에는 이탄 저장고(Torfsch(l)upfe)가 설치되었고, 남아 있는 건물은 건축유산으로 지정되어 현재까지 보존되어 있다.
1869년부터 1839년까지는 스위스 로만스호른 방면으로 화물선이 운행하여 항구 방향으로 화차를 수송하는 인입선이 있었다. 1873년부터 1889년까지는 콘스탄츠 방면으로 화물선 노선이 운행했으나, 1899년에는 프리드리히스하펜-린다우선이 에샤흐에서 부흘로에-린다우선과 연결되어 콘스탄츠 방면으로의 화물선 운행이 폐지되었다. 화물 열차는 1878년부터 에샤흐 연결선(Aeschacher Kurve)을 통해서 린다우섬 진입 없이 내륙에서 운행할 수 있었다.
오스트리아 연방 철도에서는 브레겐츠역과 도른비른역을 경유하여 블루덴츠역 방면으로 운행하는 린다우-블루덴츠선을 건설했다. 오스트리아 쪽에서는 별도의 매표소를 설치했으나 이후에 자동발매기로 대체했다.
1905년 6월 21일에는 이 역에서 사고가 발생했다. 당시 오버라이트나우역의 입환 과정 실수로 인하여 역에 있었던 화차가 보덴제 방면으로 진입했다. 화차는 역까지 굴러 와서 전용선이 연결된 항만까지 침범했다. 이 사고로 선로 일부가 손상되었다.
오스트리아 방면 노선은 1954년 12월 14일에 전철화되었고, 2020년까지는 린다우에 있었던 유일한 전철 노선이었다. 전철화 당시에는 1번선과 3번선 및 인상선 2선만 전철화되어 있었고, 보행자 통로도 이에 따라 조정되었다.
반호프 21의 린다우 21 계획에 따라서 린다우섬의 종착역을 육지에 있는 당시의 화물역인 린다우 로이틴역으로 대체할 예정이었다. 시에서의 반대 및 주민 결의안에 의하여 린다우섬의 역은 존치되기로 변경되었고, 린다우 로이틴역과 린다우 인젤역은 둘 다 존치하되 대부분 열차는 로이틴역에서 처리하는 것으로 변경되었다. 2016년부터 철도 시설 개보수공사가 시작되었다. 착공식은 2016년 10월 24일에 개최되었다. 린다우 로이틴역은 이 과정에서 여객 열차역으로 개축되었다.
린다우 인젤역은 이 과정에서 승강장이 6선으로 축소되고 단축될 예정이었다. 과거 전철화되지 않은 나머지 노선도 전철화되었다. 디젤 열차의 유치선과 급유선은 로이틴역으로 이전했다. 2020년 3월부터 린다우 전체 역사를 제어하는 전자식 신호소가 로이틴역에 설치되었고, 중앙 관제로 넘어가기 전까지는 이멘슈타트에서 지휘를 받았다. 지역 열차를 위한 통제 시설만이 유지되었다. 도이체 반에 의하면 유휴 철도부지 중 화물 환적장 일대는 공원화되고 나머지는 민간 투자자에 매각될 예정이었다. 토양 오염 정화 때문에 시설 건설은 2020년대 중반으로 예정되어 있다. 당시 1차선이었던 티어시교는 대형 차량이 운행할 수 없었기 때문에 철거된 후 2017년부터 2019년까지 재건축되었다. 2020년 12월 13일 린다우 로이틴역에 여객 열차가 정차하면서 같은 날에 린다우 인젤역으로 개칭되었고 국경역의 지위를 상실했다.
1880년에 건설된 선로를 횡단하는 보행자 교량인 속칭 호치민교(Ho-Chi-Minh-Steg)는 2021년에 철거되었다. 19세기의 철도 건설 협약에는 알트슈타트와 힌터러 인젤간의 보행자 교량이 포함되어 있기 때문에 전철화 이후 새로운 교량이 건설될 예정이다.

## 운행

### 장거리 열차
2010년 12월부터 2013년 12월까지 레일젯이 린다우까지 매일 운행되었다. 레일젯은 이 노선의 RE 및 S반 열차의 기능을 일부 대체했기 때문에 반대 방향으로는 브레겐츠역까지는 RE, 브레겐츠역 이후부터 빈 방면 레일젯으로 승격되었다. 과거에는 ÖBB에서 빈 방면 직통 노선을 포함한 린다우 방멱 엑스프레스추크(Ex) 열차를 운행했다. 현재 오스트리아의 장거리 열차는 대부분 브레겐츠 착발이다.
2020년 12월 12일까지 유로시티 EC 88 노선은 뮌헨 중앙역에서 린다우를 경유하여 취리히 중앙역까지 운행했다. 독일에서는 디젤 기관차로 운행하며, 린다우에서 기관차를 교체하여 스위스로 운행했다. 기관차 교체 없이 전 구간을 운행하기 위하여 뮌헨-린다우 고속선의 전철화가 준비 중이다. 2020년 12월 13일부터는 린다우 로이틴역에서 유로시티 익스프레스 열차가 뮌헨-취리히 구간을  운행하고 있다.
린다우 인젤역의 마지막 장거리 열차는 2021년 12월까지 운행한 IC 32 보덴제 노선이다. 도르트문트 중앙역에서 인스브루크 중앙역까지 운행했으며 린다우 인젤역에서 기관차 교체가 진행되었다.

### 지역간 열차
2020년 말부터 일부 열차는 린다우 로이틴역으로 연장되었고, 1년 후에는 여러 노선이 린다우 로이틴 종착으로 변경되었다. 린다우 인젤역에서 울름 방면의 직통 열차는 오전 일찍 편도로만 운행하며, 아우크스부르크 방면 열차는 운행이 중단되었다. 헤르가츠 방면 17번, 오버슈타우펜 방면 18번, 노넨호른 방면 21번 버스가 출발한다.
| 노선  | 구간                                                                                          | 배차 간격 | 운영사                     |
| ----- | --------------------------------------------------------------------------------------------- | --------- | -------------------------- |
| RB 92 | 린다우 인젤 – 헤르가츠 – 방겐 – 키슬에크 – 메밍겐                                             | 120분     | 고어헤드 바이에른          |
| RB 93 | 린다우 인젤 – 바서부르크 – 프리드리히스하펜 슈타트 (– 프리드리히스하펜 하펜)                  | 60분      | DB 레기오 바덴뷔르템베르크 |
| RE 96 | 린다우 로이틴 – 린다우 인젤 – 키슬에크 – 메밍겐 – 부흘로에 – 뮌헨                             | 120분     | 고어헤드 바이에른          |
| REX   | 린다우 인젤 – 린다우 로이틴 – 브레겐츠 – 도른비른 – 펠트키르히 – 블루덴츠 (– 판단스 – 슈룬스) | 60분      | ÖBB                        |
| S 1   | 린다우 인젤 – 린다우 로이틴 – 브레겐츠 – 도른비른 – 펠트키르히 – 블루덴츠                     | 120분     | ÖBB                        |

### 시내 버스
역 광장에서 린다우 시내버스 2, 5번이 운행한다. 출퇴근 시간대에는 추가 차량이 투입되며, 통학버스 31번이 운행한다. 버스 노선을 통해서 린다우 시내의 다른 구역 및 인접한 보돌츠-엔치스바일러 및 바이센스베르크와 연결된다.

## 갤러리

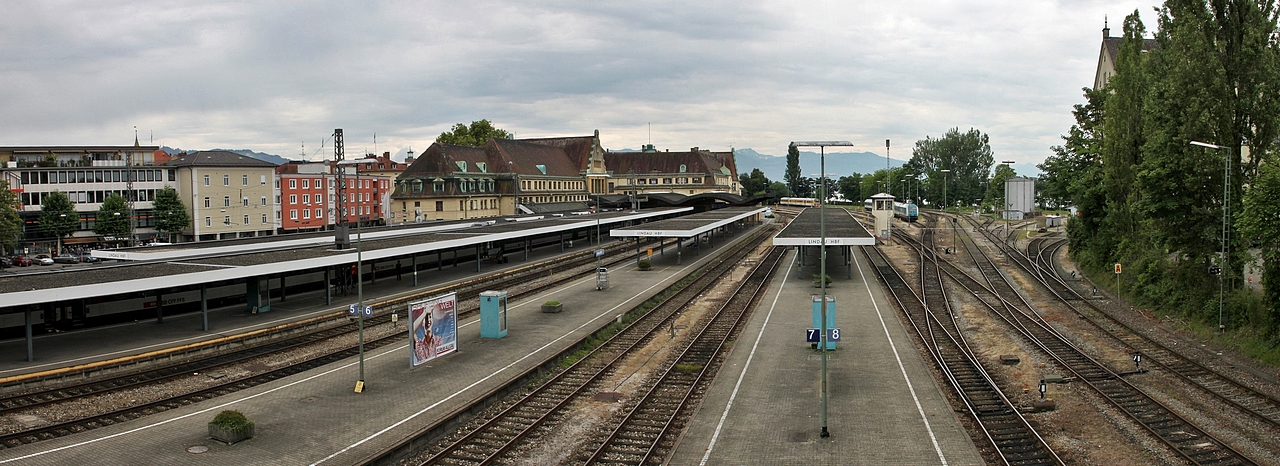
선로
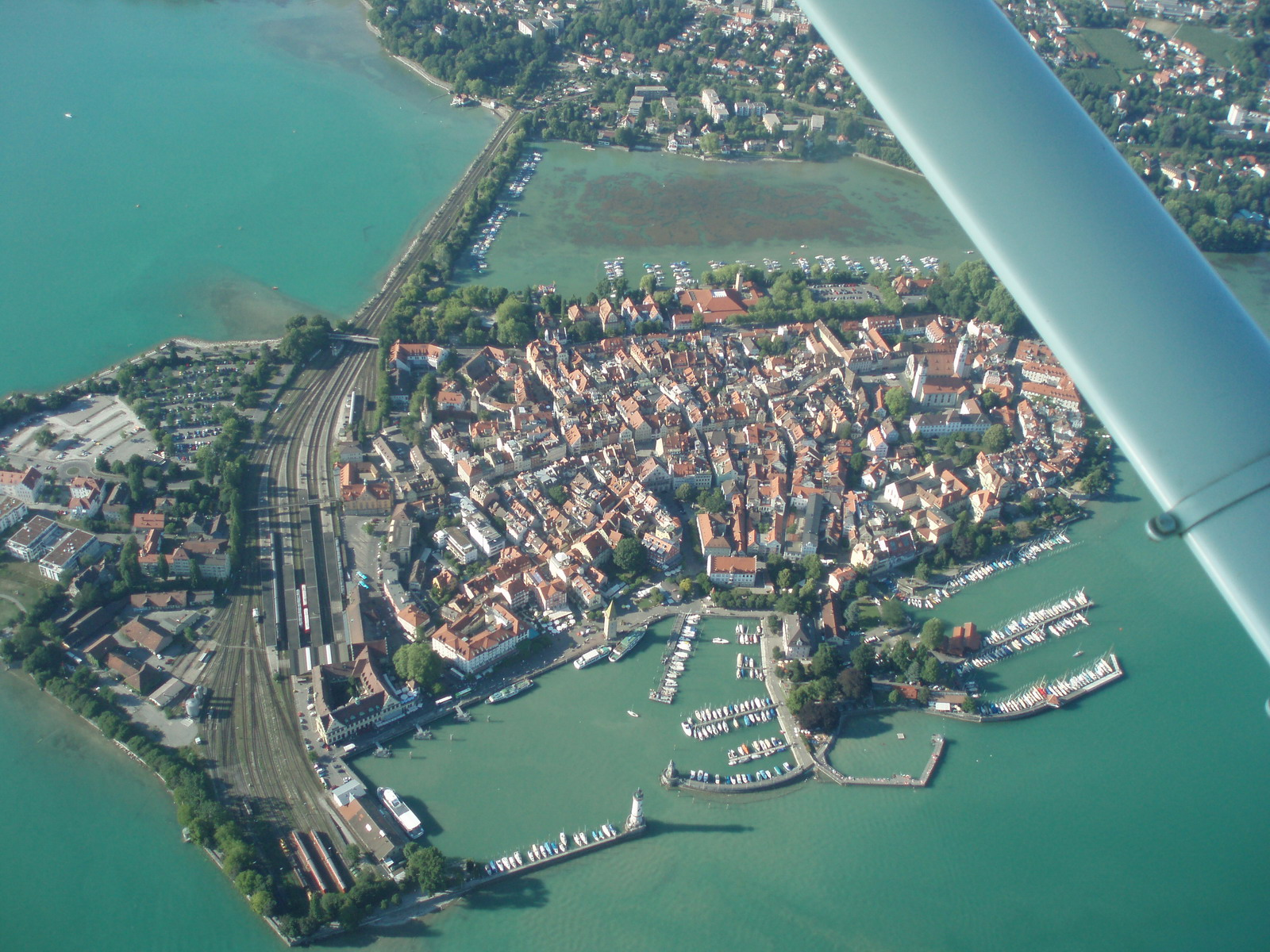
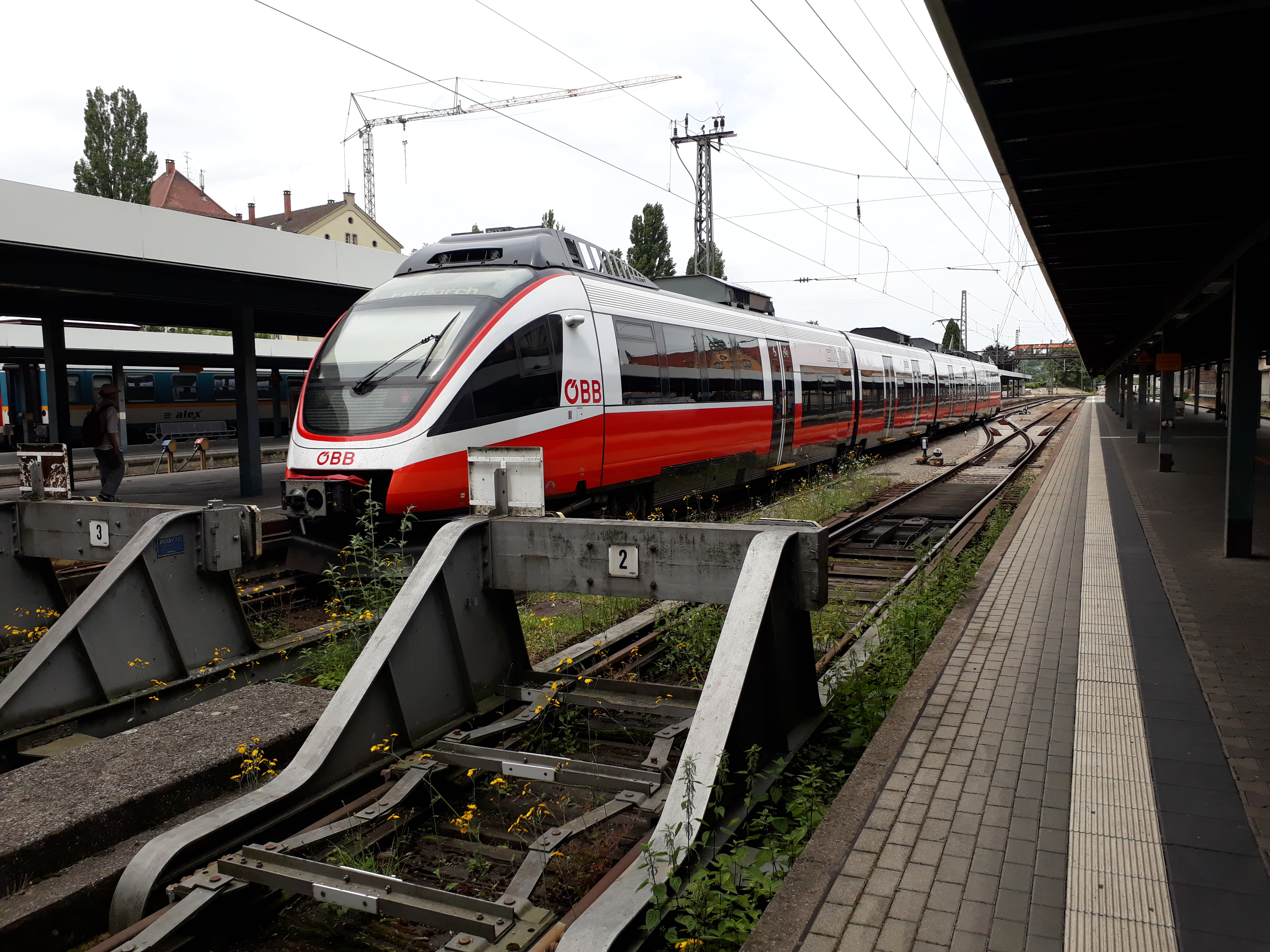
린다우 인젤역의 포어아를베르크 S반